# Międzynarodowe Towarzystwo Nauk Ogrodniczych

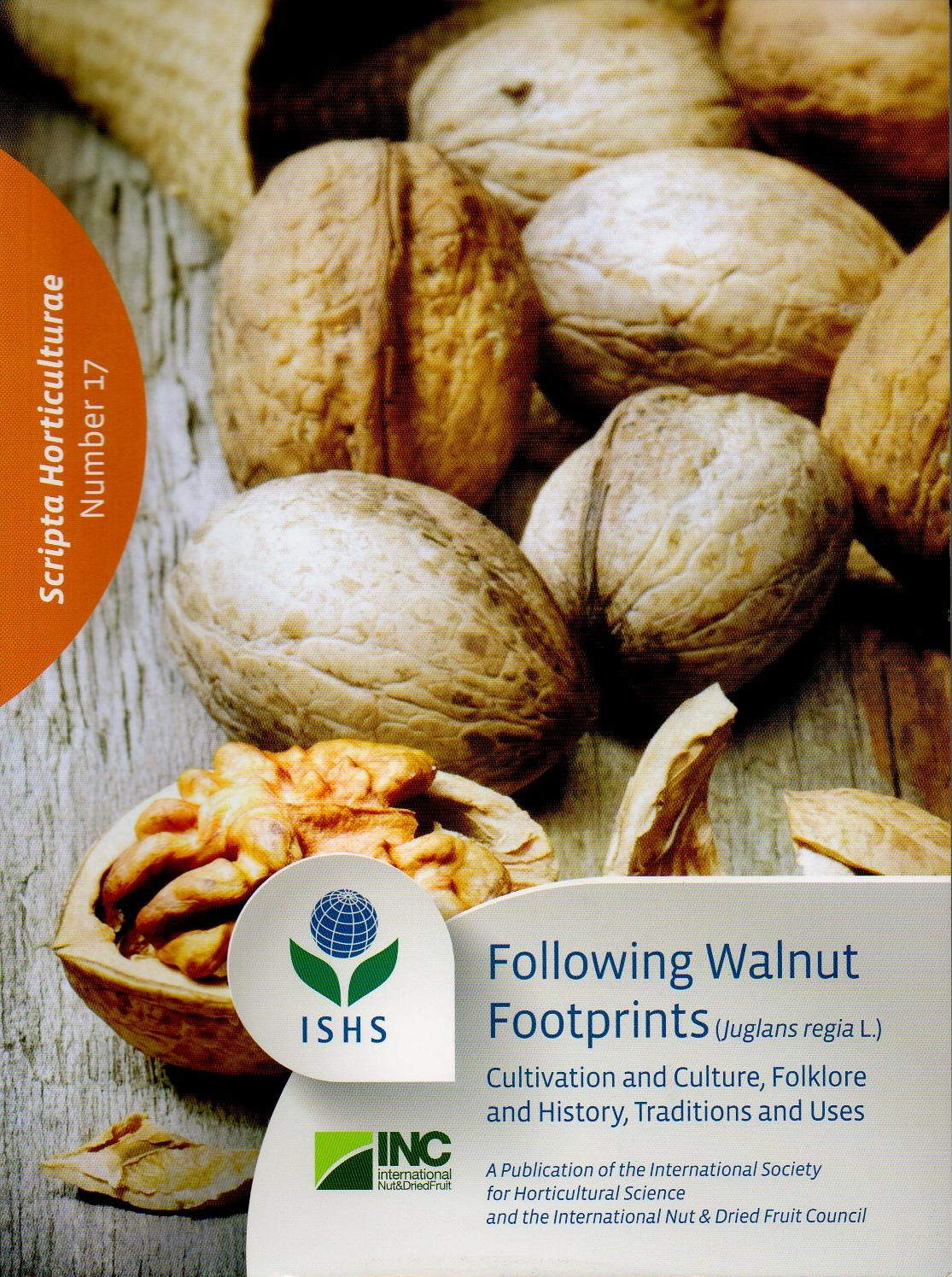
Okładka monografii Scripta Horticulturae omawiającej uprawę orzecha włoskiego na świecie

Międzynarodowe Towarzystwo Nauk Ogrodniczych (Międzynarodowa Unia Ogrodnicza, ang. International Society for Horticultural Science – ISHS) – międzynarodowa, pozarządowa organizacja non-profit zrzeszająca krajowe lub regionalne organizacje zajmujące się naukami o ogrodnictwie. Za cel postawiła sobie ona promowanie i wspierania badań naukowych i edukacji we wszystkich gałęziach nauk ogrodniczych oraz ułatwienie współpracy i transferu wiedzy w skali globalnej poprzez sympozja i kongresy, publikacje i struktury naukowe. Członkostwo jest otwarte dla wszystkich zainteresowanych naukowców, nauczycieli, studentów i profesjonalistów z branży ogrodniczej.

## Historia
Pierwsze próby zorganizowania międzynarodowej współpracy podejmowano w XIX wieku. W 1864 roku w Brukseli zorganizowany został Pierwszy Międzynarodowy Kongres Ogrodniczy (IHC – International Horticultural Congress). Początkowo kongresy odbywały się nieregularnie, a od 1958 roku co cztery lata (28 IHC w 2010 r. – Lizbona, Portugalia, 29 IHC w 2014 r. – Brisbane, Australia). W 1923 roku powstała Międzynarodowa Fundacja Kongresów Ogrodniczych, która pełniła już rolę Towarzystwa Nauk Ogrodniczych. Formalnie jako globalna sieć międzynarodowej współpracy ogrodniczej Międzynarodowe Towarzystwo Nauk Ogrodniczych zostało oficjalnie zarejestrowane w dniu 27 kwietnia 1959 roku. W 2016 r. ISHS zrzeszało około 53 tysięcy członków, uczelni, rządów, instytucji, bibliotek, firm komercyjnych z całego świata. Ponadto ISHS zrzesza około 50 krajowych oraz regionalnych towarzystw ogrodniczych. Członkiem ISHS reprezentującym polskich ogrodników jest Polskie Towarzystwo Nauk Ogrodniczych.

## Wydawnictwa

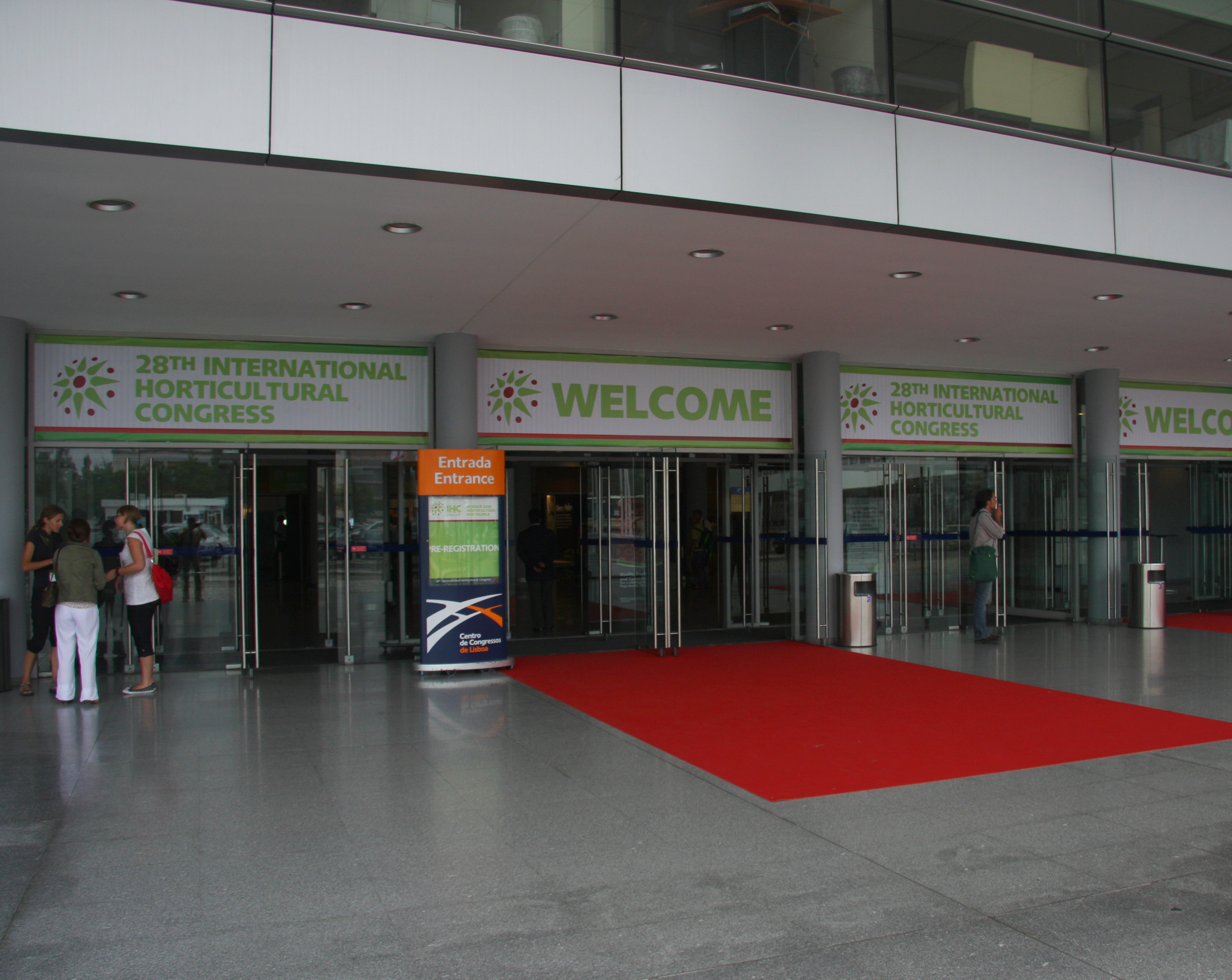
Wejście do budynku, w którym zorganizowano 29 Międzynarodowy Kongres Ogrodniczy w Lizbonie

Podstawowym wydawnictwem są wydawane od 1963 roku Acta Horticulturae. Jest to recenzowane czasopismo publikujące prace z sympozjów, oryginalne prace badawcze, krótkie komunikaty oraz prace przeglądowe ze wszystkich działów ogrodnictwa. Do 2016 roku wydano 1130 numerów zawierających ponad 61,5 tys. artykułów.
Ponadto wydawane jest indeksowane czasopismo naukowe European Journal of Horticultural Science (eJHS) publikujące prace oryginalne i przeglądowe ze wszystkich dziedzin ogrodnictwa.
Także wydawany są kwartalnik Chronica Horticulturae, seria monograficzna Scripta Horticulturae i czasopismo Fruits.

## Struktura naukowa
W ramach Międzynarodowego Towarzystwa Nauk Ogrodniczych działa dziewięć stałych sekcji oraz trzynaście komisji tematycznych. Ponadto w strukturach sekcji/komisji działa ponad 130 grup roboczych.
Stałe sekcje obejmują:
- Owoce ziarnkowe i pestkowe (ang. Section Pome and Stone Fruits)[12];
- Winorośl i owoce jagodowe (ang. Section Vine and Berry Fruits)[13];
- Orzechy oraz owoce klimatu śródziemnomorskiego (ang. Section Nuts and Mediterranean Climate Fruits)[14];
- Owoce klimatu tropikalnego i subtropikalnego (ang. Section Tropical and Subtropical Fruits)[15];
- Rośliny lecznicze i aromatyczne (ang. Section Medicinal and Aromatic Plants)[16];
- Rośliny ozdobne (ang. Ornamental Plants)[17];
- Warzywa, korzeniowe, bulwiaste, jadalne cebulowe, kapustne, szparagi (ang. Section Vegetables, Roots, Tubers, Edible Bulbs, Brassica, Asparagus)[18];
- Warzywa, systemy jakości produkcji, warzywa liściowe i niekorzeniowe (ang. Section Vegetables, Quality Production Systems, Leafy Green and Non-Root Vegetables)[19];
- Banany i plantainy (ang. Section Banana and Plantain)[20].